# اشپارنبرگ

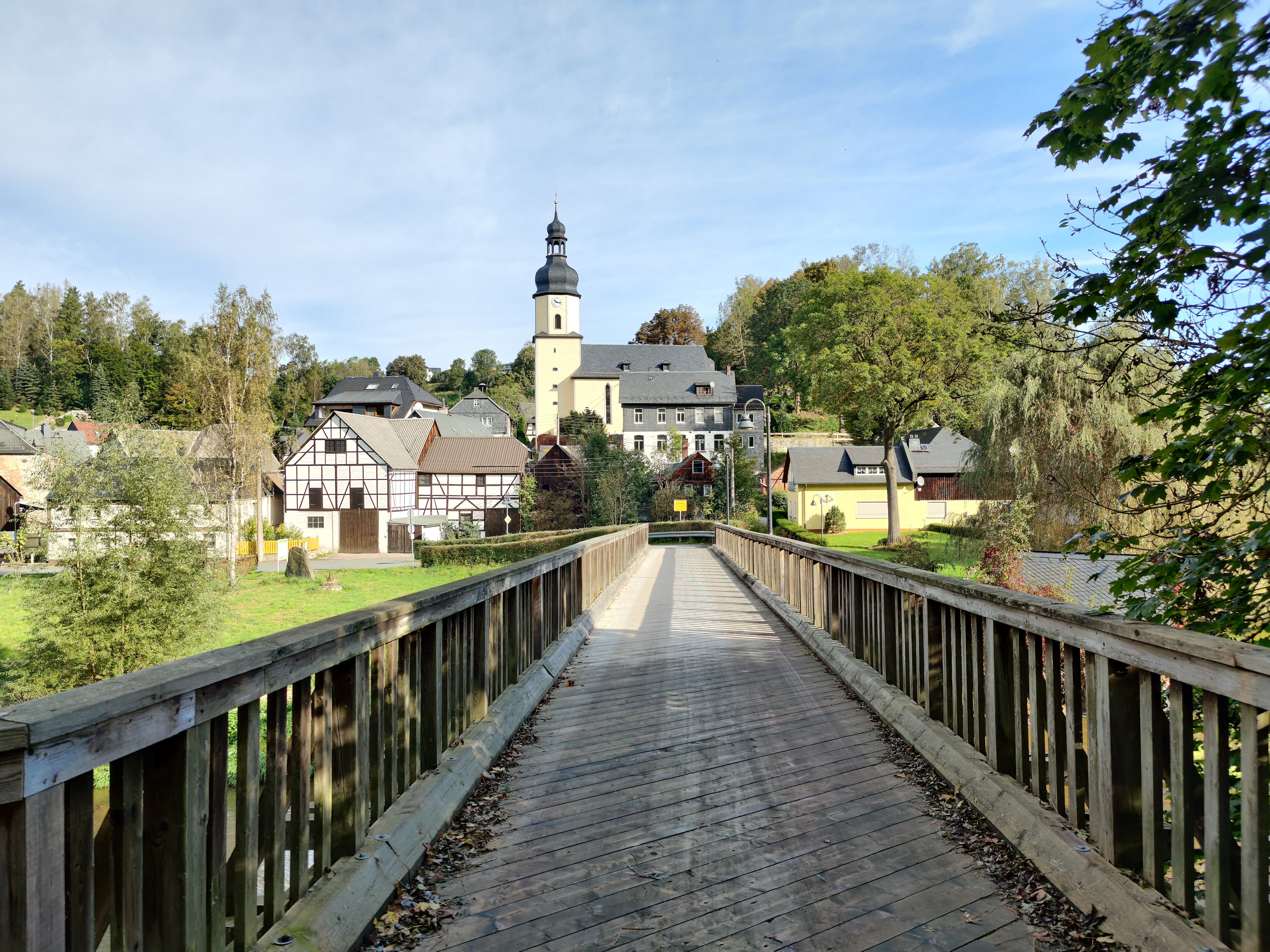
عکسی از این شهر

اشپارنبرگ (به آلمانی: Sparnberg) یک منطقهٔ مسکونی در آلمان است که در هیرشبرگ (زاله) واقع شده‌است. اشپارنبرگ ۱۶۰ نفر جمعیت دارد.